# Patrick Müller
Patrick Müller, född 17 december 1976, är en schweizisk före detta fotbollsspelare (försvarare). Han spelade i det schweiziska landslaget åren 1998-2008.

## Klubbar
- Servette Genève (1995-1998)
- Grasshopper-Club Zürich (1998-2000)
- Olympique Lyonnais (2000-2004)
- RCD Mallorca (2004)
- FC Basel (2005-2006)
- Olympique Lyonnais (2006-2008)
- AS Monaco (2008-2010)